# Hans Chemin-Petit
Hans Helmuth Chemin-Petit (* 24. Juli 1902 in Potsdam; † 12. April 1981 in Berlin) war ein deutscher Komponist, Dirigent und Musikpädagoge.

## Leben
Der Sohn von Hans Chemin-Petit d. Ä. und der Konzertsängerin Selma, geb. Feldt studierte von 1920 bis 1926 an der Musikhochschule Berlin Violoncello bei Hugo Becker und Komposition bei Paul Juon. Seine Musikerlaufbahn begann er als Cellist. 1929 konnte er mit der Kammeroper Der gefangene Vogel auf der Opernfestwoche Duisburg und 1933 mit der Uraufführung seiner 1. Symphonie in Dresden unter Fritz Busch erste überregionale Kompositionserfolge feiern. Neben Busch gehörten auch Wilhelm Furtwängler, Siegmund von Hausegger und Hans Joachim Moser zu seinen Förderern. Ab 1929 unterrichtete er an der Akademie für Kirchen- und Schulmusik in Berlin.
Nach der „Machtergreifung“ der Nationalsozialisten war Chemin-Petit im NS-Altherrenbund, der sich ab 1938 NS-Altherrenbund der Deutschen Studenten nannte und studentische Tätigkeiten an der Hochschule unterstützte. Ferner wurde er Mitglied der NSV (Nationalsozialistische Volkswohlfahrt), die karitative Aufgaben übernahm und in der gewerkschaftlich organisierten Nationalsozialistischen Betriebszellenorganisation (NSBO), die 1935 aufgelöst wurde. Chemin-Petit wurde weder Parteimitglied, noch übernahm er verantwortliche Funktionen in nationalsozialistischen Verbänden. Er wurde zum Mitglied des Werkprüfungsausschusses der Deutschen Komponisten berufen. Noch am 7. Oktober 1934 führte er in einem Konzert der Berliner Philharmoniker Auszüge aus der Bühnenmusik zu Shakespeares Sommernachtstraum von Felix Mendelssohn Bartholdy auf, der aufgrund seiner jüdischen Herkunft zu den von den Nationalsozialisten ausgegrenzten Komponisten gehörte. 1936 erfolgte die Ernennung zum Professor an der Berliner Musikhochschule. Am 24. Mai 1938 gelangte Chemin-Petits Kantate An die Liebe im Rahmen der Reichsmusiktage zur Aufführung. 1939 übernahm er die Leitung des Reblingschen Gesangsvereins und des Domchores in Magdeburg, 1943 die des Philharmonischen Chores Berlin. In der Endphase des Zweiten Weltkriegs erhielt er 1944 eine Einberufung zum Volkssturm. Er kam jedoch nicht zum Einsatz.
Im September 1945 gehörte Chemin-Petit zu den ersten 35 Lehrkräften, die an der Berliner Musikhochschule wieder eingestellt wurden. Das Berlin Document Center (eine nach dem Krieg eingerichtete US-Behörde) bescheinigte ihm, dass er unbelastet war und sich nicht vor einer Entnazifizierungskommission verantworten musste. Zusätzlich wurde er Leiter des Städtischen Chores Potsdam. Er gab in den Fächern Musiktheorie, Komposition und Chorleitung Unterricht. In Potsdam gründete er 1945 das bis heute bestehende Collegium musicum. 1965 übertrug man ihm das Amt des Stellvertretenden Direktors der Hochschule für Musik, das er bis zu seiner Pensionierung 1969 innehatte. Im Rahmen seiner Hochschullehrertätigkeit war Chemin-Petit über Jahrzehnte Mitglied des Künstlerischen Prüfungsamtes im Senat für Schulwesen von Berlin. 1963 wurde er zum Mitglied der Akademie der Künste ernannt, bei der er 1968 das Direktorat der Abteilung Musik übernahm. Weitere Ehrenämter kamen hinzu: Die Berufung in den Werkausschuss der GEMA, dessen Vorsitz er schließlich übernahm, die Mitgliedschaft im Vorstand des Deutschen Komponistenverbandes sowie der Dramatiker Union und die Arbeit als Kuratoriumsmitglied der GEMA-Sozialkasse. 1973 gründete er in enger Zusammenarbeit mit dem Senat von Berlin die Arbeitsgemeinschaft der Chöre Berlin und war bis 1981 deren Vorsitzender.
Hans Chemin-Petit galt als einer der bedeutendsten Chordirigenten seiner Zeit und machte sich besonders um den Philharmonischen Chor Berlin verdient, den er von 1943 bis 1981 leitete. Neben Standardwerken aus Barock, Klassik und Romantik bildete die damals zeitgenössische Musik einen wichtigen Grundpfeiler seines Repertoires. So leitete er zahlreiche Ur- und Erstaufführungen der Werke von Komponisten wie Paul Hindemith, Johann Nepomuk David, Boris Blacher, Rudolf Wagner-Régeny, Günter Bialas und Harald Genzmer, ebenso wie seine eigenen Kompositionen.
Ab 1934 wohnte er mit seiner Familie im Kleinen Schloss im Park Babelsberg.
Er wurde auf dem Luisenstädtischen Friedhof in Berlin beigesetzt.

## Ehrungen
- Berliner Kunstpreis (1964)
- Bundesverdienstkreuz am Bande (25. März 1968)[11]
- Goldene Nadel der Dramatiker Union (1977)
- Ernst-Reuter-Plakette der Stadt Berlin (1977)
- Goldene Ehrennadel des Volksbundes Deutsche Kriegsgräberfürsorge (1978).

## Tonsprache
Chemin-Petits Hauptwerke finden sich auf dem Gebiet der chorsymphonischen Vokalmusik. Zu nennen sind hier vor allem seine Kantaten und Psalmvertonungen. Daneben schrieb er auch Orchesterwerke, Opern, Kammermusik und zahlreiche kleinere Stücke für Chor a cappella. Er war ein konservativer Komponist, dessen Werke durchgängig tonal gehalten sind. Auffallend an vielen seiner Kompositionen ist eine große Vorliebe für kontrapunktische Gestaltungsformen, wie Kanon, Fuge und Passacaglia, die er bis in ihre kompliziertesten Ausprägungen hinein mit souveräner handwerklicher Meisterschaft zu gestalten vermochte. Der Stil Chemin-Petits vereint verschiedene Einflüsse von Heinrich Schütz und Johann Sebastian Bach über Anton Bruckner und Max Reger bis hin zu Paul Hindemith und kann insgesamt als in der Tradition der deutschen Spätromantik wurzelnder Neoklassizismus charakterisiert werden, in dem sich archaisierende und moderne Elemente zusammenfinden.

## Werke (Auswahl)

### Opern
- „Der Gefangene Vogel“, Lyrisches Spiel für Menschen oder Marionetten (Libretto: Karla Höcker; 1927, UA Berlin 1927)
- „König Nicolo“, Oper in 7 Bildern (Libretto: Hans Chemin-Petit nach Frank Wedekind; 1959, UA Aachen 1962)
- „Die Komödiantin“, Heitere Oper in 3 Bilden (Libretto: Hans Chemin-Petit nach Heinz Coubier; 1965, UA Coburg 1970)
- "Die Rivalinnen", Heitere Kammeroper (Libretto: Hans Chemin-Petit und Wolfgang Poch nach Gian Francesco Loredano; 1969, UA Berlin 1984)
- „Kassandra“, Drama in 2 Bildern mit Vorspruch und Epilog (Libretto: Hans Chemin-Petit nach Aischylos; 1980, UA Berlin 1982)

### Vokalmusik
- „Von der Eitelkeit der Welt“, Kantate nach Andreas Gryphius für Bariton und Kammerorchester (1935)
- „Werkleute sind wir“, Kantate nach Rainer Maria Rilke für Sopran, Bariton, gemischten Chor und Orchester (1944)
- „Psalmentriptychon“, 1962 nachträglich zusammengefasst aus:
  - „Der 90. Psalm“ für Bariton, gemischten Chor und Orchester (1953)
  - „Der 150. Psalm“ für gemischten Chor und Orchester (1954)
  - „Der 98. Psalm“ für gemischten Chor und Orchester (1962)
- „Prooemion“ nach Johann Wolfgang von Goethe für gemischten Chor und Orgel (1960) bzw. Bläser und Schlagwerk (1961)
- „Summa vitae“, Kantate nach Kurt Ihlenfeld und Psalm 130, 1 für gemischten Chor und Kammerorchester (1964)
- „Symphonische Kantate“ nach Worten des Predigers Salomo für Alt, gemischten Chor und Orchester (1966)
- „Introitus und Hymnus“ nach Psalm 148 für gemischten Chor, Orgel, Bläser, Harfe und Schlagzeug (1969)
- zahlreiche Motetten, Hymnen, Lieder und Madrigale für Chor a cappella

### Orchestermusik
- Konzert für Violoncello und Orchester (1931)
- Symphonie Nr. 1 a-Moll (1932)
- Orchesterprolog (1939)
- Orchesterkonzert D-Dur (1944)
- Symphonie Nr. 2 C-Dur (1949)
- Intrada e Passacaglia (1963)
- Konzert für Orgel, Streichorchester und Pauken (1963)
- Musik für Orchester 1968 (1968)
- Konzert für Violine und Orchester (1971)
- Konzert für Blockflöte (f') und Cembalo mit Streichorchester und Schlagzeug (1973)
- Concerto symphonico für Orchester (1976)
- Heitere Suite für Orchester (1980)

### Kammermusik
- 2 Streichquartette, in e-Moll (1925) und g-Moll (1926)
- Kleine Suite für 9 Soloinstrumente nach der Musik zum Puppenspiel Dr. Johannes Faust (1938)
- Trio im alten Stil für Oboe, Klarinette und Fagott (1943)
- 2 Solosonaten für Blockflöte (f'), in F (1956) und in d (1960)
- Quintett für Flöte, Oboe, Klarinette, Horn und Fagott (1948)
- Sonata in d für Blockflöte (f') und Orgel d-Moll (1964)